# Berclau
Berclau (Nederlands: Berklo) is een gehucht in de Franse gemeente Billy-Berclau in het departement Pas-de-Calais. Het ligt in het uiterste noordoosten van de gemeente, zo'n anderhalve kilometer ten noordoosten van de kern Billy. Ten oosten van Berclau loopt de gekanaliseerde Deule, met ten noorden het Canal d'Aire als aftakking richting La Bassée.

## Geschiedenis
Een oude vermelding van de plaats gaat terug tot de 11de eeuw als Berclaus. In 1024 werd hier door Leduin, abt van de Sint-Vaastabdij van Arras, een proosdij gesticht. Leduin bracht een relikwie uit de Sint-Vaastabdij over naar Berclau, namelijk het hoofd van Sint-Jacob de Meerdere, wat van Berclau toen een bedevaartsplaats maakte. In 1165 werd het weer overgebracht naar Arras.
De proosdij verdween na de Franse Revolutie. Berclau werd een deel van de gemeente Billy-Berclau.

## Bezienswaardigheden
- Op de gemeentelijke Begraafplaats van Berclau bevinden zich zeven Britse oorlogsgraven uit de Tweede Wereldoorlog.
- De Église Notre-Dame. Een grafsteen uit het eind van 16de eeuw werd in 1911 als monument historique geklasseerd. Een 16de-eeuws eiken Christusbeeld werd in 1982 geklasseerd.